# Jászapáti
Jászapáti  este un oraș în districtul Jászapát, județul Jász-Nagykun-Szolnok, Ungaria, având o populație de 9.065 de locuitori (2011). 

## Demografie
Componența etnică a orașului Jászapáti
     Maghiari (87,98%)
     Romi (10,3%)
     Necunoscut (1,03%)
     Alții (0,69%)
Componența confesională a orașului Jászapáti
     Romano-catolici (59,01%)
     Fără religie (12,18%)
     Reformați (2,22%)
     Necunoscută (25,63%)
     Alte religii (2,77%)
Conform recensământului din 2011, orașul Jászapáti avea 9.065 de locuitori. Din punct de vedere etnic, majoritatea locuitorilor (87,98%) erau maghiari, cu o minoritate de romi (10,3%). Apartenența etnică nu este cunoscută în cazul a 1,03% din locuitori.  Din punct de vedere confesional, majoritatea locuitorilor (59,01%) erau romano-catolici, existând și minorități de persoane fără religie (12,18%) și reformați (2,22%). Pentru 25,63% din locuitori nu este cunoscută apartenența confesională.

## Orașe înfrățite
- Grafenstein, Austria